# 8256 Шеньчжоу
8256 Шеньчжоу (8256 Shenzhou) — астероїд головного поясу, відкритий 25 жовтня 1981 року.
Тіссеранів параметр щодо Юпітера — 3,618.
Названо на честь Шеньчжоу (кит.: 神舟), першої серії пілотованих космічних кораблів КНР.